# Långvikstjärnen, Värmland
Långvikstjärnen är en sjö i Filipstads kommun i Värmland och ingår i Göta älvs huvudavrinningsområde.